# Hemmafrontskommandot (Israel)

Hemmafrontskommandot (Pikud haOref) är en av den israeliska försvarsmaktens fyra regionala kommandon. Det bildades under Kuwaitkriget 1992 och övertog det ansvar som tidigare åvilat det civila befolkningsskyddet.

## Uppdrag
- Central ledning och samordning av civilförsvaret och det civila samhällsskyddet och katastrofberedskapen.
- Ambulansflyg för civilbefolkningen.
- Search and Rescue (SAR) för det israeliska samhället.
- CBRN-skydd

## Organisation

### Ledning

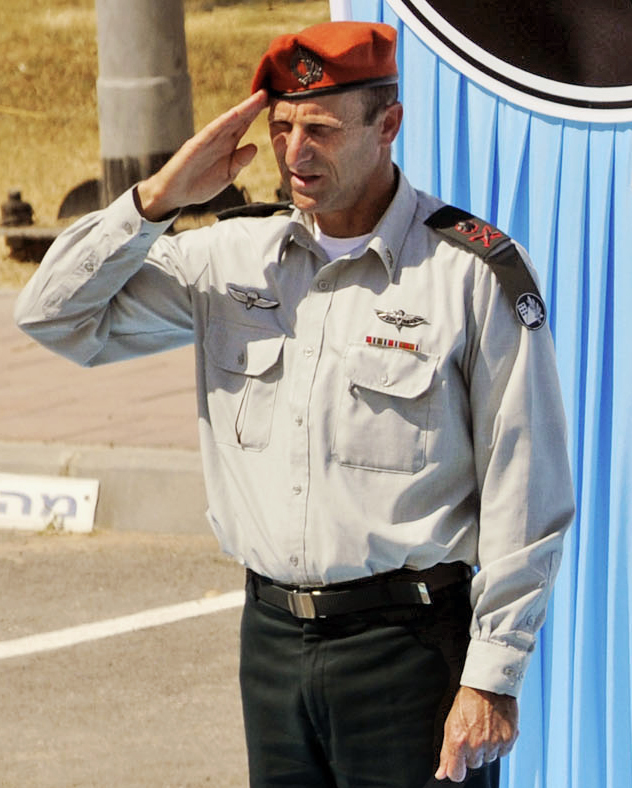
Hemmafrontkommandots tidigare chef, general Eyal Eizenberg.

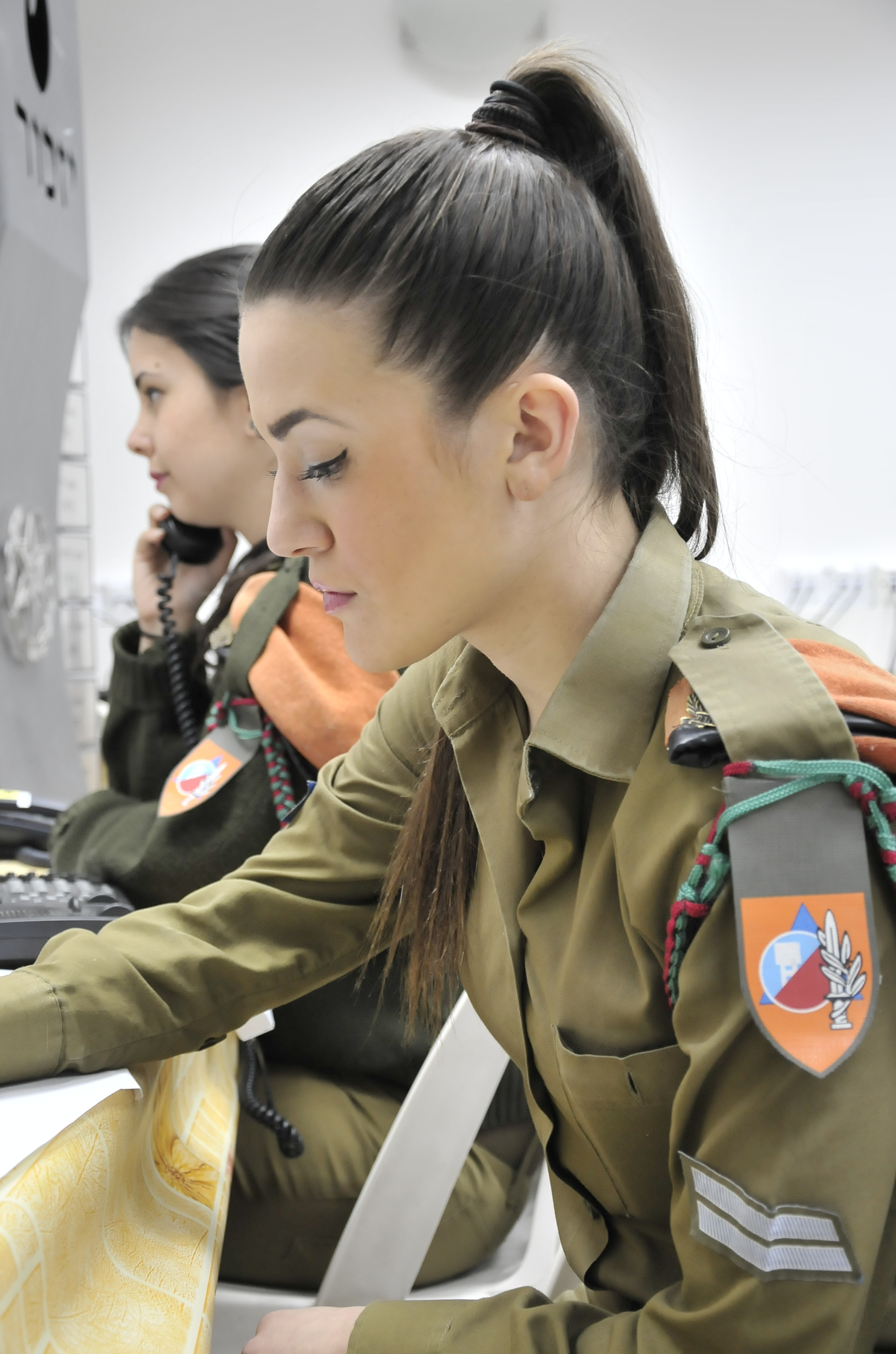
Soldater från hemmafrontskommandot bemannar civilförsvarsupplysningen (telefon 104) och svarar på frågor om vad man skall göra vid ett raketanfall.

Chef är generalmajor Uri Gordin. Under honom är en brigadgeneral stabschef. Staben är indelad i följande avdelningar:
1. Insatser
2. Materiel
3. Befolkning
4. Infrastruktur
5. Samband och alarmering
6. Ekonomi

### Område
Varje område står under befäl av en överste. Varje område sammanfaller geografiskt med ett polisområde. Varje område är indelat i kretsar vilka sammanfaller med närpolisområdena. 
- Norra distriktet
- Haifa-distriktet
- Dan-distriktet
- Centrala distriktet
- Jerusalem-distriktet
- Södra distriktet

### Förband
95 % av hemmafrontskommandots personal är reservister.
Mobförband
- Räddningsbataljoner
- CBRN-bataljoner
- Sjukhusbataljoner
- Lätta infanteribataljoner
- Underhållsbataljoner

Stående förband
- SAR-bataljon "Kedem"
- SAR-bataljon "Shahar"
- SAR-bataljon "Tabor"
- SAR-bataljon "Ram"
- SAR-skolan "Bahad 16"